# لاندز إند

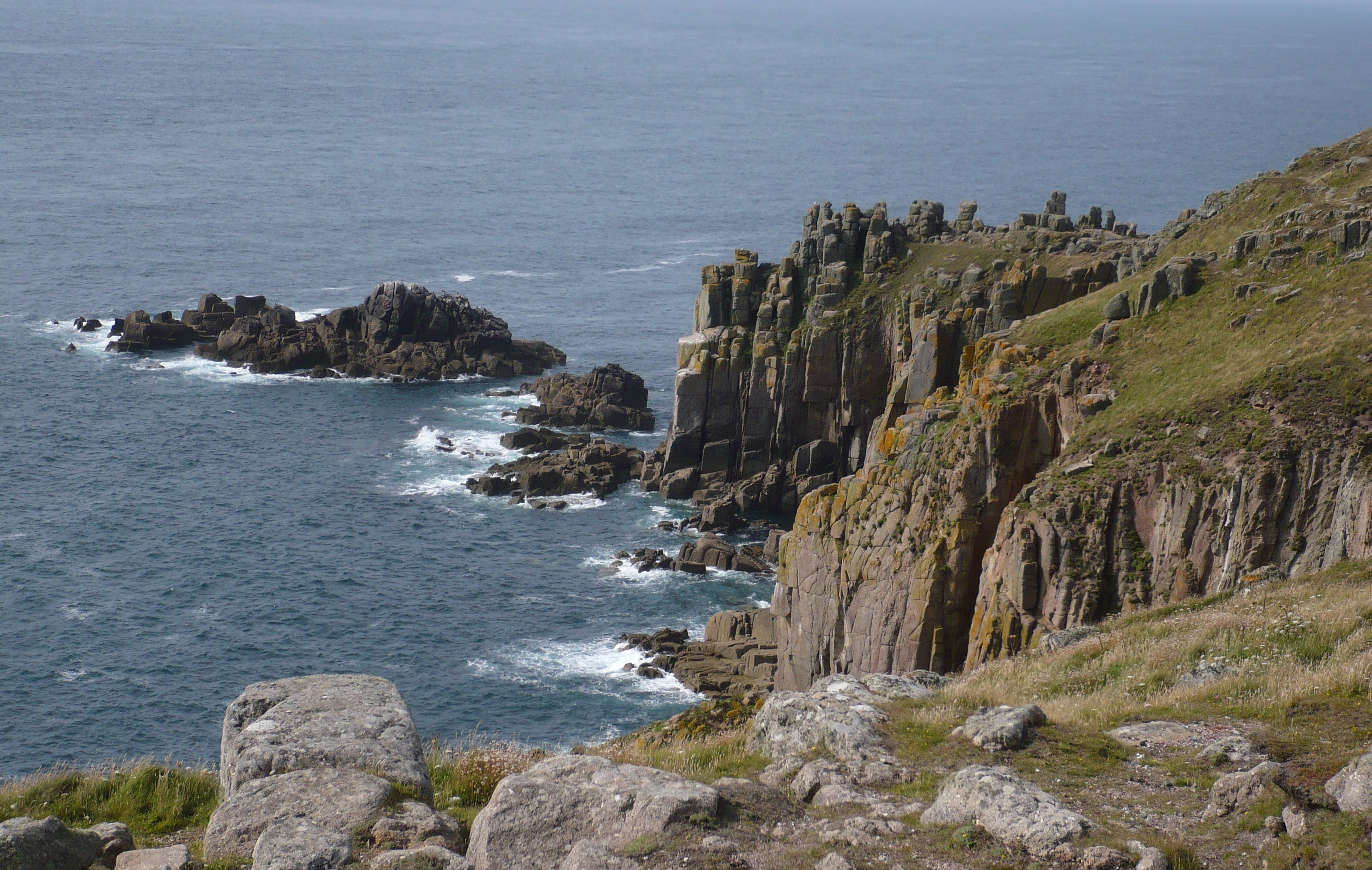
لاندز إند

لاندز إند (بالإنجليزية: Land's End)‏  هو لسان صخري من اليابسة يقع غربي كورنوال في إنكلترا، وهو بذلك أقصى نقطة غربي إنكلترا.
يتميز لاندز إند بطبيعته الصخرية.